# 딘 헤스
딘 "엘머" 헤스(영어: Dean Elmer Hess, 1917년 12월 6일 ~ 2015년 3월 3일)는 미국의 목사이자 미국 공군 대령이다. 그는 1·4 후퇴 당시 중공군의 진격에서 서울에 있던 950명의 전쟁 고아와 80명의 고아원 직원들을 제주도로 구출하는 작전인 유모차 공수작전(Operation Kiddy Car)에 참여했다. 그는 1956년 그의 자서전 배틀 힘을 출간하였고, 이를 바탕으로 록 허드슨과 안나 카피쉬 주연의 영화 《전송가(Battle Hymn)》가 제작되어 1957년에 공개되기도 했다.

## 생애

### 유년기
1917년 딘 헤스는 오하이오주 매리에타에서 태어났다. 문화적으로 미국 중서부였던 이 지역에서 나고 자란 그는 가장 어리고 왜소한 아이였다. 이 때문에 그는 자신을 깔보는 아이들 앞에서 동네 가장 덩치가 큰 아이의 모습을 흉내내며 스스로 강해지려 했다고 한다. 그렇게 아이들 무리에 들어간 그는 우연히 그의 친구 에버릿 제트를 만났다. 에버릿 제트를 종교에 관심이 많고 어린 나이에도 불구하고 옳고 그른 것을 분명히 말할 수 있는 아이었다고 묘사한 그는 에버릿과 마크 트웨인의 책을 같이 읽거나 종교와 그리스도의 부활, 사후세계에 대해 이야기하곤 했다. 친구 에버릿 제트와의 만남은 그가 이후 목사의 길을 걷게 해주는 데 큰 영향을 미쳤다.
그의 자서전 '전송가(Battle Hymn) 중 발췌...
광활한 농지를 넘어, 아직까지도 121년의 역사를 가진 지역대학(college) 캠퍼스와 뉴 잉글랜드 타운이 있는 오하이오주의 북서부 지역인 이곳은 미국 독립 전쟁의 영웅 로퍼트 퍼트넘이 태어난 곳이기도 하다. 학교에서 내가 가장 어리고 왜소하다는 이유로 깔보던 동네 힘쎈 아이들과 맞붙기 위해 내가 내린 결론은, 우리 동네에서 가장 덩치 큰 아이의 행동을 따라하며 아이들에게 겁을 주는 방법밖엔 없었다. 할로윈 데이에 아이들에게 시끄럽게 고함을 지르며 건물 밖 화장실에 있던 아이들을 깜짝 놀라게 하기도 한 적도 있었다. 일주일에 한 번씩 극장에서 잔인한 인디언을 무찌르는 카우보이 연극을 보기 위해 나와 친구들은 각자 가진 돈을 털어 5센트라는 돈을 만들곤 했다. 그 아이들 무리에서 난 운 좋게도 에버릿 젯이라는 친구를 만나 마크 트웨인의 책을 함께 보며 자랐다. 그 아이는 어린 나이에도 종교에 관심이 많았고, 옳고 그름에 대해 딱잘라 말할 수 있는 그런 아이였다.

### 목사
그는 목사가 되기 위해 오하이오주 매리에타 대학에 입학했고 1941년 졸업하였다. 그리고 오하이오주 클리블랜드에 있는 그리스도교 교단(Christ Church)에서 목사(Pastor)로 임명되었다. 1941년 12월 7일 진주만 공격 이후 헤스는 미 육군 항공대에 입대했다. 노르망디 상륙작전 이후 프랑스에서 전투 조종사로 활동했으며, P-47 썬더볼트를 조종하며 총 63회의 전투임무를 수행했다.
전역 이후 헤스는 1948년 7월 현역으로 다시 소환되었고, 그곳에서 미국 점령군의 일환으로 일본에 주둔했다. 1950년 6월, 그는 한국전쟁이 발발했을 때, 미국 공군이 대한민국 공군의 F-51 전투기 훈련과 전투조종사 양성을 위해 창설한 바우트 원 프로젝트(Bout One Project)의 지휘관으로 한국으로 부임하여 7월 2일 대구에 도착하였다. 헤스는 이듬해 6월까지 한국에서 복무했고, 당시 250여 회의 전투임무를 수행했다. 또한 근무기간 동안 전쟁터에서 고아들을 위한 자선에 참여하게 되었고, 그의 비행장에는 아이들이 가득했다고 한다.

### 한국 전쟁

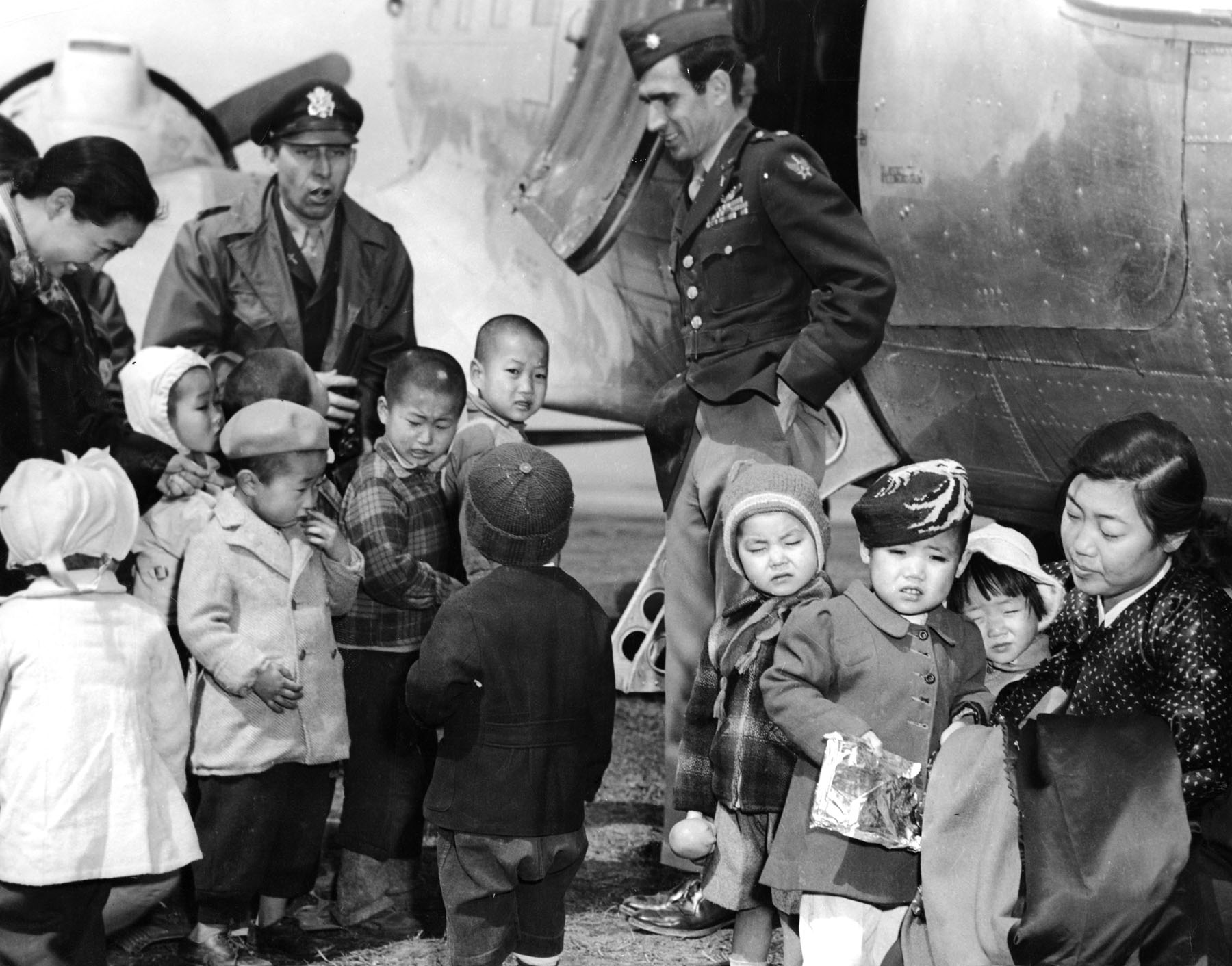
왼쪽의 블레이즈델 중령과 딘 헤스 대령의 제주 고아 방문.

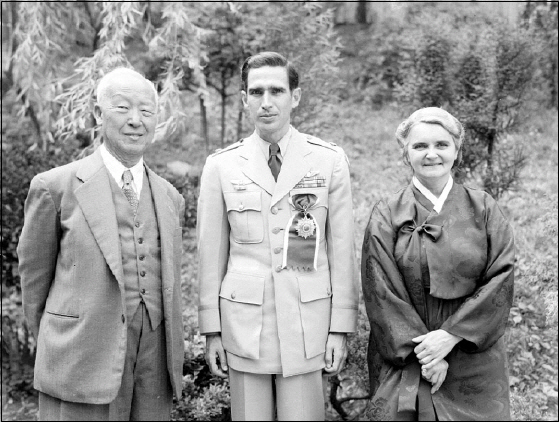
1959년 7월 15일 내한 후 16일 이승만 대통령을 예방한 후 촬영한 기념사진

일본에 주둔해 있던 딘 헤스 중령(당시 계급은 소령)은 작전명 바우트 원의 총책임자로 임명되어 한국으로 파견되었다. 그의 임무는 한국군 조종사들에게 F-51 머스탱의 비행 훈련을 시키는 것이었다. 헤스 대령의 전용기인 F-51D 무스탕 18번기에는 '信念의鳥人(신념의 조인)'이라는 글귀가 새겨져 있었다. 이는 헤스 소령의 좌우명인 '신념으로 하늘을 난다'라는 라틴어 문구를 옮긴 것이다. 이 글귀는 헤스 대령이 F-51D 무스탕 전투기 기장이던 한국 공군 정비사 최원문 일등상사에게 영어로 말해주었고 그는 이를 한글로 번역해 써 넣은 것이다.
헤스 대령은 1951년 1·4후퇴 당시 중화인민지원군이 내려오자 미 공군 목사이던 러셀 블레이즈델 대령과 함께 1,000여명의 전쟁고아를 서울에서 제주도로 수송하는데도 기여했다. 당시 그는 공군의 지휘부를 적극 설득해 무려 15대의 C-54 수송기를 전쟁고아 후송작전에 투입해 무사히 피신시켰다. 이는 미국 국립공군박물관에서도 소개되고 있다.
그는 이후에도 수시로 방한해 고아들을 돌보며 전쟁고아의 아버지로 불리기 시작했다. 특히 6·25 전쟁 당시의 경험을 쓴 그의 책 '전송가'(Battle Hymn)에서 그의 역할은 영화배우 록 허드슨(Hudson)이 주연을 맡은 동명(同名)의 영화로도 만들어졌다. 하지만 한국전쟁 참전자로 제대 후 지역사회운동가가 된 조지 드레이크(George F. Drake)가 2004년 와이오밍의 한국전쟁 아동 희생자 추모단체 홈페이지에 딘 헤스가 유모차 공수작전(Operation Kiddy Car Airlift)의 공을 가로챘다고 주장하여 논란이 일기도 했다.
헤스는 메리 C. 로렌츠(Mary C. Lorentz)와 결혼했다.(1941 - 1996) 그리고 마릴린 헤스(Marilyn Hess), 로렌스 헤스(Lawrence Hess), 에드워드 앨런 헤스(Edward Alan Hess), 로널드 헤스(Ronald Hess) 등 4명의 자녀를 두었다. 1969년 대령으로 전역했고 2015년 3월 오하이오주 자택에서 향년 97세의 나이로 별세했다. 이후 2017년 3월 9일 딘 헤스 대령의 공적기념비가 제주도 서귀포에 건립되었다.

## 상훈
- 을지무공훈장: 1951년 5월 29일
- 국민포장(당시 공익포장): 1960년 12월 20일)
- 소파상: 1961년도 수상자(시상식은 1962년 1월 20일)

## 같이 보기
- 6.25 전쟁
- 오스카르 쉰들러

## 참고자료
- Dean E, Hess (1956). 《Battle Hymn》 (영어). Borodino Books. ASIN B07ZYZS4X7. (가입 필요).